# Höörs kyrka

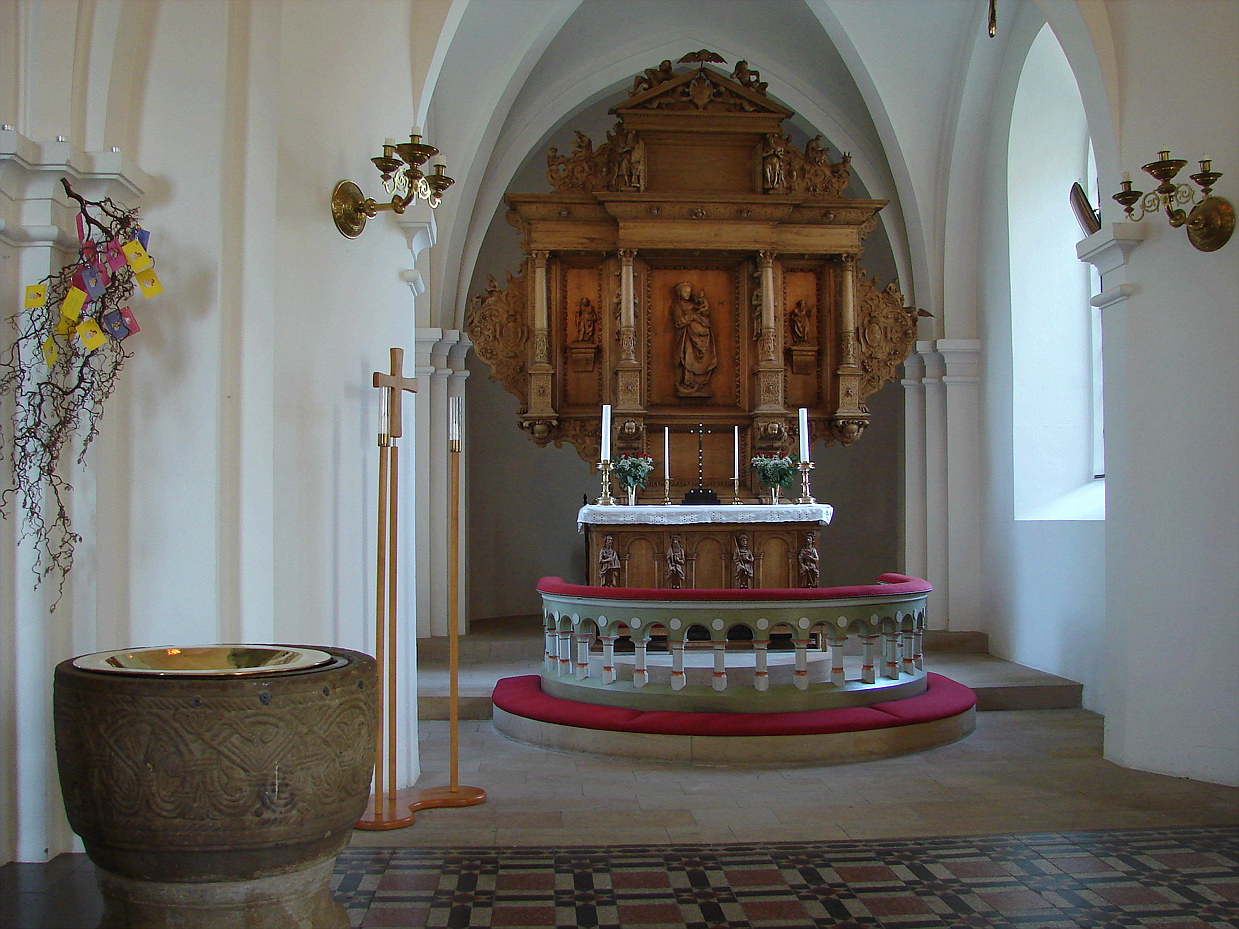
Interiör

Höörs kyrka ligger i Höör i Skåne. Den tillhör Höörs församling i Lunds stift.

## Kyrkobyggnaden
Höörs kyrka är uppförd av Mårten stenmästare under senare hälften av 1100-talet. Liksom Lunds domkyrka är den byggd i höörsandsten från Stenskogen. Absiden, koret och långhuset härrör från medeltidskyrkan. Långhuset förlängdes på 1600-talet. Norra sidoarmen tillkom 1769. Det nuvarande tornet är från 1821. Dess spira restes 1890. Samma år byggdes den södra korsarmen och kyrkan försågs med trappgavlar. En gång har kyrkan varit rikt prydd med kalkmålningar, vilket framkom vid restaureringen i slutet av 1800-talet.

## Inventarier
Dopfunten är kyrkans ursprungliga. På dess kant står i runskrift "Martin mik giarde". I dopskålen finns en mycket gammal kopparkittel.
Altaret (1609) liksom predikstolen (1601) är ett verk av den skånska renässanskonstens främste representant, mästaren Jacob Kremberg. Trots reformationen är altaret snidat kring en medeltida madonnabild. Predikstolen är mycket rikt utformad med fem låga reliefframställningar på sidorna.
Kyrkan har i sin ägo en kopia av Thorvaldsens Kristusbild i Köpenhamns domkyrka, en gåva från 1880.
Den äldsta kyrkklockan är gjuten i Stralsund på 1400-talet. Den näst äldsta göts ursprungligen 1632 men har omgjutits några gånger, senast 1914. Den nyaste är från 1957.
Kyrkan har fyra målade fönster från 1900-talet: två mot norr utförda av Gunnar Theander och två mot öster utförda av Martin Sjöblom.

### Orgel
- 1843 köptes en orgel in från Maglarps kyrka. Den var byggd 1751 av Christian Fredrik Hardt, Malmö och hade 6 stämmor.
- 1853 byggde Sven Fogelberg, Lund en orgel med 8 stämmor.
- 1890 byggde Salomon Molander & Co, Göteborg en orgel med 12 stämmor.
- 1961 byggde A. Mårtenssons Orgelfabrik AB, Lund en orgel med mekanisk traktur och elektrisk registratur. Orgeln har fria kombinationer och var placerad i norra korsarmen.

| Huvudverk I   | Öververk II     | Bröstverk III | Pedal         | Koppel |
| Principal 8'  | Rörflöjt 8'     | Spetsgamba 8' | Subbas 16´    | I/P    |
| Gedackt 8'    | Principal 4'    | Rörflöjt 4'   | Oktava 8'     | II/P   |
| Oktava 4'     | Gedacktflöjt 4' | Principal 2'  | Nachthorn 4'  | III/P  |
| Kvint 2 2/3'  | Blockflöjt 2'   | Oktava 1'     | Mixtur 3 chor | II/I   |
| Oktava 2'     | Nasat 1 1/3'    | Cymbel 3 chor | Fagott 16'    | III/I  |
| Ters 1 3/5'   | Scharff 3 chor  | Vox humana 8' |               |        |
| Mixtur 4 chor | Krumhorn 8'     | Tremulant     |               |        |
| Dulcian 16'   | Tremulant       |               |               |        |

- Då orgeln från 1961 var utsliten, beslutade församlingen att låta bygga en ny. Lördagen den 15 januari 2011 invigdes en orgel i sydtysk stil, tillverkad i Slovenien. Den är en replik av orglar utförda på 1700-talet av instrumentmakaren Gottfried Silbermann.[1]

#### Diskografi
- Sons and pupils of Johann Sebastian Bach : Hans Fagius plays the Mocnik organ in Höör, Sweden". CD. Daphne Records DAPHNE 1052. 2014.